# 가네다 마사이치
가네다 마사이치(일본어: 金田 正一, 1933년 8월 1일 ~ 2019년 10월 6일)는 일본의 전 프로 야구 선수이자 야구 감독, 야구 해설가·평론가이다.
한국계 일본인으로, 귀화 전 한국명은 김경홍(金慶弘)이다. 선수 시절 일본 프로 야구 역대 최고 기록인 통산 400승(268선발승으로 스즈키 케이시(288선발승) 고야마 마사아키(273선발승)에 이어 통산 선발승 3위)을 기록했고 현역 은퇴 후에는 일본 프로 야구 명구회 회장을 역임했다.

## 인물

### 아마추어 선수 시절
1933년 아이치현에서 재일 한국인의 아들로 태어났다. 1959년 일본에 귀화했는데, 귀화하기 전 한국 이름은 김경홍(金慶弘)이었다. 아이치 현 나고야시에 위치한 교에이 상업고등학교의 에이스 투수로 활약하면서 고시엔 대회 진출을 목표했지만, 1950년 예선 대회에서 팀이 패배하여 나갈 수 없었다. 이후 고등학교를 중퇴하고 센트럴 리그 팀인 고쿠테쓰 스왈로스에 입단했다.

### 고쿠테쓰 스왈로스 시절
프로 첫 등판은 1950년 8월 23일 히로시마 카프와의 경기였다. 이 날 경기에서 끝내기 밀어내기 볼넷을 허용하는 등 경기에서 패배했지만 고쿠테쓰는 17살의 가네다를 즉시전력감으로 보고 계속해서 기용했다. 결국 시즌 8승(6선발승)을 거두게 된다. 입단 2년차인 1951년 9월 5일, 오사카 구장에서 열린 한신 타이거스와의 경기에서 노히트 노런을 달성했고, 만 18세 35일의 기록은 역대 최연소 기록이다. 이 시즌에선 22승(19선발승)을 거두었고, 이 시즌부터 14년 연속 20승 이상을 거둔다(당시 20선발승 이상 - 1955년 22선발승).
1957년 8월 21일 주니치 구장에서 열린 주니치 드래건스와의 경기에서 퍼펙트 게임을 달성했다. 경기 전날 설사로 고생하면서 컨디션이 좋은 편은 아니었지만 결국 기록 달성에 성공했다. 9회말 1사 상황에서 타자의 스윙판정에 주니치 팀에서 격렬하게 항의하면서 경기가 43분 동안 중단되기도 했다. 이어 속개된 경기에서 나머지 2명의 타자 모두를 헛스윙 삼진으로 잡으면서 퍼펙트 게임을 이뤄낸다.
이듬해 1958년 4월 5일 고라쿠엔 구장에서 펼쳐진 개막전에서 요미우리 자이언츠의 특급 신인 나가시마 시게오를 상대로 4타석 연속 삼진을 빼앗는다. 그 해 6월 5일 통산 200승을 달성하는 데 24살의 나이로 달성한 것으로 역대 최연소 기록이다. 게다가 6월 20일에는 개막일로부터 70일, 51번째 경기만에 시즌 20승을 달성하기도 했으며, 그 시점에서의 기록은 9번의 완봉승이 포함된 20승 2패, 평균 자책 0.57이었다. 64와 1/3이닝 연속 무실점이라는 일본 역대 최고 기록도 달성하였다.
1962년 9월 5일, 메이저 리그의 전설적인 투수인 월터 존슨의 기록을 깨는 통산 3,509번째 탈삼진을 기록한다. 이듬해인 1963년 6월 30일에 통산 311승을 기록하면서 벳쇼 다케히코가 가지고 있던 통산 310승을 넘으면서 일본 프로 야구 통산 역대 최다승 투수로 등극했다.
1964년 시즌까지 14년 연속 20승(선발 20승 이상은 55년(22선발승)이 유일했으며 그 해 9완봉승을 거두었는데 52년 프랜차이즈 제도 시행 뒤 선발 20승 이상 좌완투수 최다완봉으로 남아 있음), 통산 353승(239선발승)을 거두면서 특히 요미우리 자이언츠를 상대로 통산 65승을 거두었는데 이는 역대 1위의 기록이다. 고쿠테쓰 시절 가장 많은 승수를 거둔 상대는 히로시마로 83승이고, 요미우리 자이언츠에게는 72패를 당하기도 했다.

### 요미우리 자이언츠 시절
1965년 B급 14년 선수제도(지금의 프리 에이전트 선수 제도)에서 권리를 행사하여 요미우리 자이언츠로 이적했다. 가네다가 고쿠테쓰 스왈로스를 단념한 것은 1962년에 산케이 신문과 후지 TV가 구단 경영에 참가했을 때에 거슬러 올라간다. 이 때 산케이 신문과 후지 TV의 경영 방식에 반발하면서 고쿠테쓰가 구단 경영에서 손을 뗀 1965년의 요미우리 이적으로 연결되었다고 한다(고쿠테쓰는 같은 해 5월 10일자로 산케이·후지에 구단을 매각했다).
요미우리에 입단할 당시 감독이었던 가와카미 데쓰하루는 다른 요미우리 선수들도 가네다의 좋은 점을 본받기를 바랐다. 실제로 가네다가 입단한 이후 요미우리 선수들은 “대단한 기록을 가진 선수임에도 자신들보다 더 열심히 훈련한다”라고 감탄했고 나가시마 시게오는 가네다로부터 몸 만드는 법을 전수받아 슬럼프에서 벗어났다는 에피소드가 있다.
요미우리 자이언츠 유니폼을 입고 통산 47승(29선발승)밖에는 거두지 못했지만 기존 선수들에게 좋은 귀감이 되어 9년 연속 리그 우승이라는 대기록 달성에 기여했다. 가와카미 감독도 노장투수의 경험을 높이 사서 일본 시리즈 1선발 투수로 등판시켰고, 요미우리에 있는 5시즌 동안 개막전 선발투수로 4번이나 등판시켰다.
1969년 10월 10일, 시즌 마지막 경기인 주니치 드래건스와의 경기는 일본 프로 야구 통산 첫 400승을 기념하는 은퇴 경기였다. 가네다의 등번호인 34번은 요미우리 자이언츠의 영구 결번으로 지정되었다.

### 은퇴 후
은퇴 후에는 닛폰 TV와 닛폰 방송의 야구 해설자를 맡았고 그 외에도 탤런트로서도 활동하였다. 1973년부터 1978년까지 그리고 1990년부터 1991년까지 롯데 오리온스의 감독을 두 차례나 역임했다. 1974년에는 롯데의 퍼시픽 리그 우승과 일본 시리즈 우승을 동시에 달성했으며 1975년 4월 23일부터 5월 5일까지 심장 발작으로 휴양 생활을 하였는데 감독 대행은 2군 감독이었던 다카기 기미오가 맡았다. 선수로서 고쿠테쓰 시절의 퍼펙트 게임 달성, 요미우리 시절의 400승 달성, 감독으로서는 롯데의 첫 일본 시리즈 우승을 달성하는 등 소속 구단에서의 각각 위업을 달성했지만 이것들은 기이하게도 모두 주니치와 상대하면서 세운 기록들이다.
롯데 감독이었던 1978년에는 간판급 선수들의 모임인 일본 프로 야구 명구회를 설립해서 2009년 12월까지 회장과 대표 간사를 맡았고 1988년에는 일본 야구 명예의 전당에 헌액되었으며 롯데 감독(1차) 당시 여러 차례 한국 실업야구 우수 선수 스카우트에 나섰으나 뜻을 이루지 못했다.
2008년 4월 11일부터 13일까지의 요미우리 대 야쿠르트전에서는 ‘가와카미 데쓰하루 / 가네다 마사이치 시리즈’(영구 결번 시리즈)로서 개최되었다. 이것은 1965년 4월 10일, ‘요미우리의 가네다’로서의 첫 승리를 거두고 있는 것에 연관되어 있다.

## 플레이 스타일

### 투구
20년 가까이 현역 선수 생활을 하면서 주로 던진 구질은 빠른 직구와 커브였고, 말년에는 제구가 잘된 아주 느린 직구를 던지기도 했다. 직구의 위력이 굉장해서 고등학교 시절 가네다의 투구를 포구할 수 있는 포수가 없어서 어쩔 수 없이 포수를 마운드 위에 앉게 하고 자신은 홈 베이스 위에서 던지면서 투구 연습을 하였다.
프로 첫 해 나가노현의 있는 야구장에서 열린 한신 타이거스와의 경기에서 한신의 주축 타자였던 가네다 마사야스가 “투수의 공이 너무 빠른데, 투수와 포수간의 거리가 너무 짧은 거 아닌가?”라면서 항의를 하였고, 경기는 일시 중단되었다. 이후 마사야스와 심판이 함께 자를 가져다가 함께 거리를 측정했는데 거리에는 이상이 없었다. 가네다 본인이나 상대한 선수들의 말에 의하면 “전성기 시절 틀림없이 150km 후반이나 160km 정도의 구속일 것이다”라고 한다.
강속구 뿐만이 아니라 커브도 일품이었는데, 아리모토 요시아키(일본의 야구 해설가)는 전후 최고의 커브볼러로 호리우치 쓰네오, 에가와 스구루, 그리고 가네다를 꼽았다. 사사키 신야(전 다카하시 유니온스 선수)는 “가네다의 커브는 공이 높다고 생각할 때쯤이면 갑자기 아래로 꺾이면서 떨어져 스트라이크가 되었다. 저런 커브는 본 적이 없다”고 말했다. 그의 커브는 대략 5종류가 있었는데, 특히 “2층에서 떨어진다”라는 말을 들을 정도로 낙폭이 큰 커브가 주무기였다.

### 타격
가네다는 뛰어난 운동 능력으로 타격에서도 좋은 모습을 보여 주었다. 투수로 출전한 경기에 타석에 들어서면서 통산 36개의 홈런을 기록하였는데, 이는 역대 1위의 기록이다. 그 밖에 두 차례의 대타 홈런을 기록하면서 개인 통산 38개의 홈런을 기록하였다. 입단한 첫 해(1950년)에 오가타 도시아키(니시닛폰 파이레츠)로부터 프로 데뷔 후 처음으로 홈런을 기록했는데 17세 2개월에서의 달성은 아직도 프로 야구 최연소 기록이다. 입단한 시즌부터 11년 연속 홈런을 기록하기도 했고 7번의 고의사구도 기록했다. 곤도 마사토시는 타자로서의 가네다가 제일 굉장하다고 평가했고 “가네다의 커브는 굉장했다”라고 말했다.
통산 등판 수는 944경기이지만 대타로서의 출전까지 모두 합하면 통산 1,053경기에 출전했는데 투수로서 등록된 선수(현역 선수 중에 본격적으로 투수에서 야수로 전향한 선수를 제외) 중에 통산 1000경기 이상을 출전한 것은 양대 리그가 출범한 이후의 가장 유일한 선수로 알려져 있다.

## 가네다의 몸 관리 방법
스포츠 의학이 발달하지 않은 당시에 자신만의 경험과 지식을 바탕으로 독자적인 몸 관리 방법을 창안하였던 것으로 유명하다.

### 컨디션 조절
가네다는 왼팔의 컨디션 조절을 위해서 일상 생활에서도 꽤나 세심한 주의를 기울였는데 다음과 같은 예를 들 수 있다.
- 잠을 잘 때 왼쪽 팔의 팔꿈치를 보호하기 위해 서포터를 해서 온도 저하에 대비한 뒤 잠자리에 들었다.
- 현역 선수 시절 경기 도중에 난투극이 벌어졌을 때에도 왼손에 수건을 감아 보호한 채로 덕아웃에서 뛰쳐 나왔다. 술을 마시고 있거나 탁자를 두드릴 때에도 언제나 왼손에는 수건이 감겨 있었다는 일화가 있다.
- 가네다의 아들이었던 겐이치는 방송에 출연하면서 “아버지는 절대로 왼손으로 안아준 적이 없다”고 밝혔다.
- 직접 운전하게 되면 이런 저런 신경이 쓰이자 컨디션 저하가 될 것을 꺼려 운전 기사를 고용해서 경기장까지 왔다. 차를 탈 때에는 차창 밖에서 불어오는 바람이 왼쪽 어깨나 왼쪽 팔을 차갑게 할 것에 대비해서 절대로 왼쪽에 앉지 않았다.
- 수염을 깎을 때도 손끝이 베일 우려가 있는 면도기를 사용하지 않는 대신에 전기 면도기를 사용했고 외출시에도 발끝이 드러내게 하는 샌들을 절대로 신지 않았다.

### 트레이닝
하체 단련에 중점을 두고 현역 선수 시절에 러닝에 많은 시간을 할애하였다. “하체가 튼튼하면 위기도 없다. 하체가 약한 선수는 결코 투수가 될 수 없다”라고 말하기도 했다. 하체 훈련 방법은 꽤나 혹독한 것으로도 잘 알려져 있었는데, 올스타전 당시 ‘연습벌레’라고 불렸던 한신 타이거스의 에이스 투수인 무라야마 미노루도 가네다의 트레이닝법을 배우려 했지만 너무나 혹독한 방법임을 알게 되자 죽는 소리를 했다는 일화가 있다.

### 식사
몸 만들기의 일환은 식사법에도 그대로 나타났다. “좋은 것을 먹지 않으면 안된다”라고 말버릇처럼 말했으며, 훈련 캠프에서는 직접 식재를 구입해서 들어갔다. 가네다 본인의 이야기에 따르면 당시 샐러리맨의 한 달 월급에 달하는 액수 전부를 식재로 구입하여 3일 동안 끓여서 먹었다는 이야기가 있다. 삼계탕이나 스키야키와 같은 고기와 야채가 듬뿍 들어간 요리를 매일 만들어서 팀 동료와 함께 먹기도 했다. 특히 삼계탕은 그의 어머니로부터 직접 배운 것으로, 고쿠테쓰로 이적한 도요다 야스미쓰는 그 맛에 감동하여 가네다에게 부탁해 그 제조법을 배우기도 했다. 요미우리 자이언츠로 이적 후에는 도이 쇼조나 다카다 시게루 등이 가네다의 모친에게 김치 찌개를 비롯한 여러 한국 요리를 배워서 체력 증진에 활용하기도 했다.

## 사망
일본 프로야구 최다승 보유자인 한국계 일본인 가네다 마사이치(金田正一·한국명 김경홍)씨가 2019년 10월 6일 별세했다.이날 교도통신에 따르면 가네다 씨는 급성 담관염에 의한 패혈증으로 일본 도쿄도 내 병원에서 숨졌다. 향년 86세.

## 상세 정보

### 출신 학교
- 교에이 상업고등학교(중퇴)

### 선수 경력
- 고쿠테스 스왈로스(1950년 ~ 1964년)
- 요미우리 자이언츠(1965년 ~ 1969년)

### 지도자·기타 경력
- 롯데 오리온스 감독(1973년 ~ 1978년, 1990년 ~ 1991년)

### 수상·타이틀 경력

#### 타이틀
- 다승왕 : 3회(1957년, 1958년, 1963년)
- 최다 선발승: 1회(1957년 17선발승)
- 최고 평균자책점 : 3회(1957년, 1958년, 1965년)
- 최다 탈삼진(당시는 타이틀은 아님) : 10회(1951년 ~ 1953년, 1955년, 1956년, 1958년 ~ 1960년, 1963년, 1964년) ※센트럴 리그에서는 1991년부터 타이틀로 제정됨.

#### 수상
- 사와무라 에이지상 : 3회(1956년 ~ 1958년)
- 베스트 나인 : 3회(1957년, 1958년, 1963년)
- 일본 시리즈 최우수 투수상 : 1회(1968년)
- 올스타전 최고 수훈선수 : 1회(1956년)
- 올스타전 MVP : 2회(1960년 제2차전, 1964년 제1차전)
- 일본 야구 명예의 전당 헌액자(1988년)

### 주요 기록
프로 야구 기록
- 통산 400승
- 통산 4490 탈삼진
- 통산 투구 횟수 : 5526.2
- 통산 365차례 완투
- 통산 298패
- 통산 1808개 볼넷
- 시즌 20승 이상 : 14년 연속 14회(1951년 ~ 1964년) ※14년 연속 횟수는 모두 프로 야구 기록.
- 64.1 이닝 연속무실점(1958년 4월 30일 ~ 1958년 5월 27일)
- 최연소 200승 달성(24세 309일)
- 정규 시즌 개막전 투수 : 14차례(고쿠테쓰 10차례, 요미우리 4차례)

센트럴 리그 기록
- 통산 944경기 등판
- 통산 82차례 완봉
- 통산 4120개 피안타
- 통산 1706 실점
- 통산 1434 자책점
- 시즌 34차례 완투(1955년)
- 시즌 197개 볼넷(1952년)
- 1경기 16개 탈삼진(1967년 6월 7일)
- 1경기 10개 볼넷(1950년 11월 4일)

기타
- 올스타전 출장 : 17회(1951년 ~ 1964년, 1967년, 1969년)
- 노히트 노런 : 2회
  - 1951년 9월 5일, 대 오사카 타이거스 전(오사카 구장) ※사상 최연소 기록(18세 35일), 역대 17번째.
  - 퍼펙트 게임 : 1회, 1957년 8월 21일, 대 주니치 드래건스 전(주니치 스타디움) ※역대 4번째.
- 통산 1000경기 출장(1968년 7월 9일) ※131번째.
- 통산 퇴장 횟수 : 8회[5]

### 등번호
- 34(1950년 ~ 1969년, 1973년 ~ 1978년, 1990년 ~ 1991년)

### 연도별 투수 성적
| 연 도       | 소 속       | 등 판 | 선 발 | 완 투 | 완 봉 | 무 4 구 | 승 리 | 패 전 | 세 이 브 | 홀 드 | 승 률 | 타 자 | 이 닝  | 피 안 타 | 피 홈 런 | 볼 넷 | 고 4 | 몸 맞 | 탈 삼 진 | 폭 투 | 보 크 | 실 점 | 자 책 점 | 평 자 책 | W H I P |
| ----------- | ----------- | ----- | ----- | ----- | ----- | ------- | ----- | ----- | -------- | ----- | ----- | ----- | ------ | -------- | -------- | ----- | ---- | ----- | -------- | ----- | ----- | ----- | -------- | -------- | ------- |
| 1950년      | 고쿠테쓰    | 30    | 20    | 9     | 1     | 0       | 8     | 12    | --       | --    | .400  | 727   | 164.2  | 132      | 12       | 127   | --   | 1     | 143      | 1     | 3     | 93    | 72       | 3.94     | 1.57    |
| 1951년      | 고쿠테쓰    | 56    | 44    | 25    | 4     | 0       | 22    | 21    | --       | --    | .512  | 1488  | 350.0  | 257      | 22       | 190   | --   | 8     | 233      | 3     | 3     | 159   | 110      | 2.83     | 1.28    |
| 1952년      | 고쿠테쓰    | 64    | 41    | 23    | 7     | 0       | 24    | 25    | --       | --    | .490  | 1527  | 358.0  | 280      | 17       | 197   | --   | 10    | 269      | 8     | 2     | 149   | 126      | 3.17     | 1.33    |
| 1953년      | 고쿠테쓰    | 47    | 33    | 24    | 6     | 1       | 23    | 13    | --       | --    | .639  | 1233  | 303.2  | 222      | 10       | 135   | --   | 8     | 229      | 1     | 0     | 90    | 80       | 2.37     | 1.18    |
| 1954년      | 고쿠테쓰    | 53    | 39    | 28    | 2     | 7       | 23    | 23    | --       | --    | .500  | 1435  | 345.2  | 290      | 19       | 114   | --   | 6     | 269      | 2     | 1     | 128   | 101      | 2.63     | 1.17    |
| 1955년      | 고쿠테쓰    | 62    | 37    | 34    | 9     | 3       | 29    | 20    | --       | --    | .592  | 1565  | 400.0  | 279      | 19       | 101   | 2    | 8     | 350      | 2     | 1     | 91    | 79       | 1.78     | 0.95    |
| 1956년      | 고쿠테쓰    | 68    | 29    | 24    | 5     | 2       | 25    | 20    | --       | --    | .556  | 1393  | 367.1  | 222      | 20       | 81    | 3    | 2     | 316      | 5     | 0     | 86    | 71       | 1.74     | 0.82    |
| 1957년      | 고쿠테쓰    | 61    | 35    | 25    | 5     | 3       | 28    | 16    | --       | --    | .636  | 1378  | 353.0  | 256      | 17       | 93    | 9    | 2     | 306      | 1     | 0     | 88    | 64       | 1.63     | 0.99    |
| 1958년      | 고쿠테쓰    | 56    | 31    | 22    | 11    | 6       | 31    | 14    | --       | --    | .689  | 1252  | 332.1  | 216      | 16       | 60    | 4    | 3     | 311      | 4     | 0     | 63    | 48       | 1.30     | 0.83    |
| 1959년      | 고쿠테쓰    | 58    | 25    | 14    | 4     | 1       | 21    | 19    | --       | --    | .525  | 1187  | 304.1  | 222      | 26       | 79    | 5    | 3     | 313      | 0     | 0     | 96    | 86       | 2.54     | 0.99    |
| 1960년      | 고쿠테쓰    | 57    | 31    | 22    | 4     | 2       | 20    | 22    | --       | --    | .476  | 1253  | 320.1  | 238      | 27       | 94    | 16   | 1     | 284      | 3     | 1     | 97    | 92       | 2.58     | 1.04    |
| 1961년      | 고쿠테쓰    | 57    | 32    | 23    | 6     | 1       | 20    | 16    | --       | --    | .556  | 1292  | 330.1  | 257      | 27       | 81    | 9    | 2     | 262      | 3     | 0     | 88    | 78       | 2.13     | 1.02    |
| 1962년      | 고쿠테쓰    | 48    | 30    | 24    | 1     | 1       | 22    | 17    | --       | --    | .564  | 1342  | 343.1  | 265      | 25       | 80    | 10   | 8     | 262      | 5     | 0     | 78    | 66       | 1.73     | 1.00    |
| 1963년      | 고쿠테쓰    | 53    | 30    | 25    | 9     | 4       | 30    | 17    | --       | --    | .638  | 1308  | 337.0  | 234      | 20       | 83    | 4    | 1     | 287      | 2     | 0     | 83    | 74       | 1.98     | 0.94    |
| 1964년      | 고쿠테쓰    | 44    | 31    | 22    | 4     | 2       | 27    | 12    | --       | --    | .692  | 1221  | 310.0  | 250      | 36       | 69    | 5    | 3     | 231      | 3     | 0     | 100   | 96       | 2.79     | 1.03    |
| 1965년      | 요미우리    | 28    | 17    | 9     | 3     | 5       | 11    | 6     | --       | --    | .647  | 542   | 141.2  | 95       | 12       | 36    | 4    | 0     | 100      | 1     | 0     | 38    | 29       | 1.84     | 0.92    |
| 1966년      | 요미우리    | 19    | 12    | 1     | 0     | 0       | 4     | 6     | --       | --    | .400  | 341   | 84.1   | 72       | 12       | 25    | 3    | 3     | 58       | 2     | 0     | 36    | 32       | 3.42     | 1.15    |
| 1967년      | 요미우리    | 33    | 22    | 6     | 1     | 1       | 16    | 5     | --       | --    | .762  | 698   | 170.0  | 146      | 13       | 57    | 7    | 3     | 132      | 3     | 0     | 47    | 43       | 2.28     | 1.19    |
| 1968년      | 요미우리    | 32    | 19    | 4     | 0     | 0       | 11    | 10    | --       | --    | .524  | 585   | 138.1  | 122      | 21       | 71    | 3    | 0     | 87       | 3     | 0     | 57    | 53       | 3.45     | 1.40    |
| 1969년      | 요미우리    | 18    | 11    | 1     | 0     | 0       | 5     | 4     | --       | --    | .556  | 311   | 72.1   | 65       | 8        | 35    | 1    | 0     | 48       | 3     | 0     | 39    | 34       | 4.23     | 1.38    |
| 통산 : 20년 | 통산 : 20년 | 944   | 569   | 365   | 82    | 39      | 400   | 298   | --       | --    | .573  | 22078 | 5526.2 | 4120     | 379      | 1808  | 85   | 72    | 4490     | 55    | 11    | 1706  | 1434     | 2.34     | 1.07    |

- 굵은 글씨는 시즌 최고 성적, 붉은색 글씨는 일본 프로 야구 역대 최고 성적.

### 연도별 타격 성적
| 연도        | 소속        | 경기 | 타석 | 타수 | 득점 | 안타 | 2루타 | 3루타 | 홈런 | 타점 | 도루 | 희생번트 | 희생플라이 | 볼넷 | 死구 | 삼진 | 타율 |
| ----------- | ----------- | ---- | ---- | ---- | ---- | ---- | ----- | ----- | ---- | ---- | ---- | -------- | ---------- | ---- | ---- | ---- | ---- |
| 1950년      | 고쿠테쓰    | 31   | 70   | 65   | 6    | 13   | 1     | 1     | 1    | 3    | 0    | 0        | -          | 5    | 0    | 11   | .200 |
| 1951년      | 고쿠테쓰    | 56   | 136  | 124  | 12   | 21   | 0     | 0     | 3    | 15   | 0    | 3        | -          | 9    | 0    | 22   | .169 |
| 1952년      | 고쿠테쓰    | 65   | 133  | 129  | 9    | 31   | 0     | 1     | 2    | 8    | 4    | 1        | -          | 3    | 0    | 17   | .240 |
| 1953년      | 고쿠테쓰    | 50   | 128  | 120  | 9    | 33   | 7     | 1     | 3    | 11   | 1    | 2        | -          | 5    | 1    | 18   | .275 |
| 1954년      | 고쿠테쓰    | 57   | 136  | 124  | 9    | 28   | 3     | 1     | 3    | 4    | 0    | 5        | 1          | 4    | 2    | 43   | .226 |
| 1955년      | 고쿠테쓰    | 68   | 165  | 151  | 17   | 27   | 3     | 1     | 5    | 14   | 0    | 3        | 1          | 10   | 0    | 43   | .179 |
| 1956년      | 고쿠테쓰    | 81   | 144  | 131  | 10   | 24   | 6     | 0     | 1    | 13   | 0    | 5        | 0          | 6    | 2    | 18   | .183 |
| 1957년      | 고쿠테쓰    | 69   | 139  | 120  | 11   | 20   | 5     | 0     | 3    | 15   | 0    | 8        | 1          | 9    | 1    | 24   | .167 |
| 1958년      | 고쿠테쓰    | 60   | 131  | 123  | 10   | 20   | 1     | 1     | 2    | 12   | 0    | 3        | 2          | 3    | 0    | 20   | .163 |
| 1959년      | 고쿠테쓰    | 58   | 109  | 101  | 6    | 12   | 1     | 1     | 1    | 3    | 0    | 2        | 0          | 6    | 0    | 28   | .119 |
| 1960년      | 고쿠테쓰    | 57   | 118  | 106  | 5    | 24   | 5     | 0     | 2    | 9    | 1    | 4        | 1          | 7    | 0    | 19   | .226 |
| 1961년      | 고쿠테쓰    | 57   | 131  | 124  | 5    | 15   | 2     | 0     | 0    | 2    | 0    | 5        | 0          | 2    | 0    | 15   | .121 |
| 1962년      | 고쿠테쓰    | 63   | 147  | 135  | 10   | 23   | 3     | 0     | 6    | 18   | 1    | 1        | 0          | 9    | 2    | 16   | .170 |
| 1963년      | 고쿠테쓰    | 76   | 160  | 148  | 13   | 36   | 6     | 1     | 1    | 16   | 0    | 1        | 3          | 7    | 1    | 17   | .243 |
| 1964년      | 고쿠테쓰    | 49   | 126  | 114  | 11   | 27   | 6     | 0     | 3    | 13   | 0    | 4        | 0          | 8    | 0    | 15   | .237 |
| 1965년      | 요미우리    | 31   | 56   | 49   | 5    | 6    | 1     | 0     | 1    | 4    | 0    | 5        | 0          | 2    | 0    | 12   | .122 |
| 1966년      | 요미우리    | 19   | 26   | 23   | 1    | 4    | 1     | 0     | 0    | 2    | 0    | 1        | 0          | 2    | 0    | 1    | .174 |
| 1967년      | 요미우리    | 34   | 65   | 59   | 6    | 16   | 2     | 0     | 0    | 4    | 0    | 3        | 1          | 1    | 1    | 7    | .271 |
| 1968년      | 요미우리    | 52   | 78   | 76   | 3    | 19   | 0     | 0     | 1    | 7    | 0    | 0        | 1          | 0    | 1    | 13   | .250 |
| 1969년      | 요미우리    | 20   | 35   | 32   | 2    | 7    | 0     | 0     | 0    | 4    | 0    | 1        | 0          | 1    | 1    | 8    | .219 |
| 통산 : 20년 | 통산 : 20년 | 1053 | 2233 | 2054 | 160  | 406  | 53    | 8     | 38   | 177  | 7    | 57       | 11         | 99   | 12   | 367  | .198 |

### 감독으로서의 팀 성적
| 연도       | 소속       | 순위       | 경기 | 승리 | 패전 | 무승부 | 승률 | 승차                         | 팀 홈런                      | 팀 타율                      | 팀 평균자책점                | 연령                         |
| ---------- | ---------- | ---------- | ---- | ---- | ---- | ------ | ---- | ---------------------------- | ---------------------------- | ---------------------------- | ---------------------------- | ---------------------------- |
| 1973년     | 롯데       | 2위        | 130  | 70   | 49   | 11     | .588 | 2위·2위                      | 139                          | .264                         | 3.43                         | 40세                         |
| 1974년     | 롯데       | 1위        | 130  | 69   | 50   | 11     | .580 | 2위·1위                      | 114                          | .265                         | 3.18                         | 41세                         |
| 1975년     | 롯데       | 4위        | 130  | 59   | 65   | 6      | .476 | 6위·2위                      | 108                          | .259                         | 3.33                         | 42세                         |
| 1976년     | 롯데       | 3위        | 130  | 63   | 56   | 11     | .529 | 3위·3위                      | 99                           | .258                         | 2.96                         | 43세                         |
| 1977년     | 롯데       | 3위        | 130  | 60   | 57   | 13     | .513 | 5위·1위                      | 111                          | .270                         | 3.17                         | 44세                         |
| 1978년     | 롯데       | 4위        | 130  | 53   | 62   | 15     | .461 | 5위·3위                      | 115                          | .269                         | 4.01                         | 45세                         |
| 1990년     | 롯데       | 5위        | 130  | 57   | 71   | 2      | .445 | 25                           | 132                          | .262                         | 4.22                         | 57세                         |
| 1991년     | 롯데       | 6위        | 130  | 48   | 77   | 5      | .384 | 33.5                         | 89                           | .260                         | 4.23                         | 58세                         |
| 통산 : 8년 | 통산 : 8년 | 통산 : 8년 | 1011 | 471  | 468  | 72     | .502 | A클래스 : 4회, B클래스 : 4회 | A클래스 : 4회, B클래스 : 4회 | A클래스 : 4회, B클래스 : 4회 | A클래스 : 4회, B클래스 : 4회 | A클래스 : 4회, B클래스 : 4회 |

1. 순위에서 굵은 글씨는 일본 시리즈 우승.
2. 승차에서 1973년부터 1982년까지는 전·후기제 도입으로 인해 왼쪽은 전기 순위, 오른쪽은 후기 순위를 표기.
3. 1973년부터 1996년까지는 130경기제.
4. 1975년 4월 23일부터 5월 5일까지 질병에 의한 휴양 생활을 했고 감독 대행은 다카기 기미오가 맡았음.
5. 1990년 6월 24일부터 7월 23일까지 30일간 출장 정지, 감독 대행은 도쿠타케 사다유키가 맡았음.
6. 통산 성적은 실제로 가네다가 지휘를 맡은 경기에서의 성적.

## 같이 보기
- 일본 프로 야구 명구회
- 1974년 일본 시리즈